# Mushimono

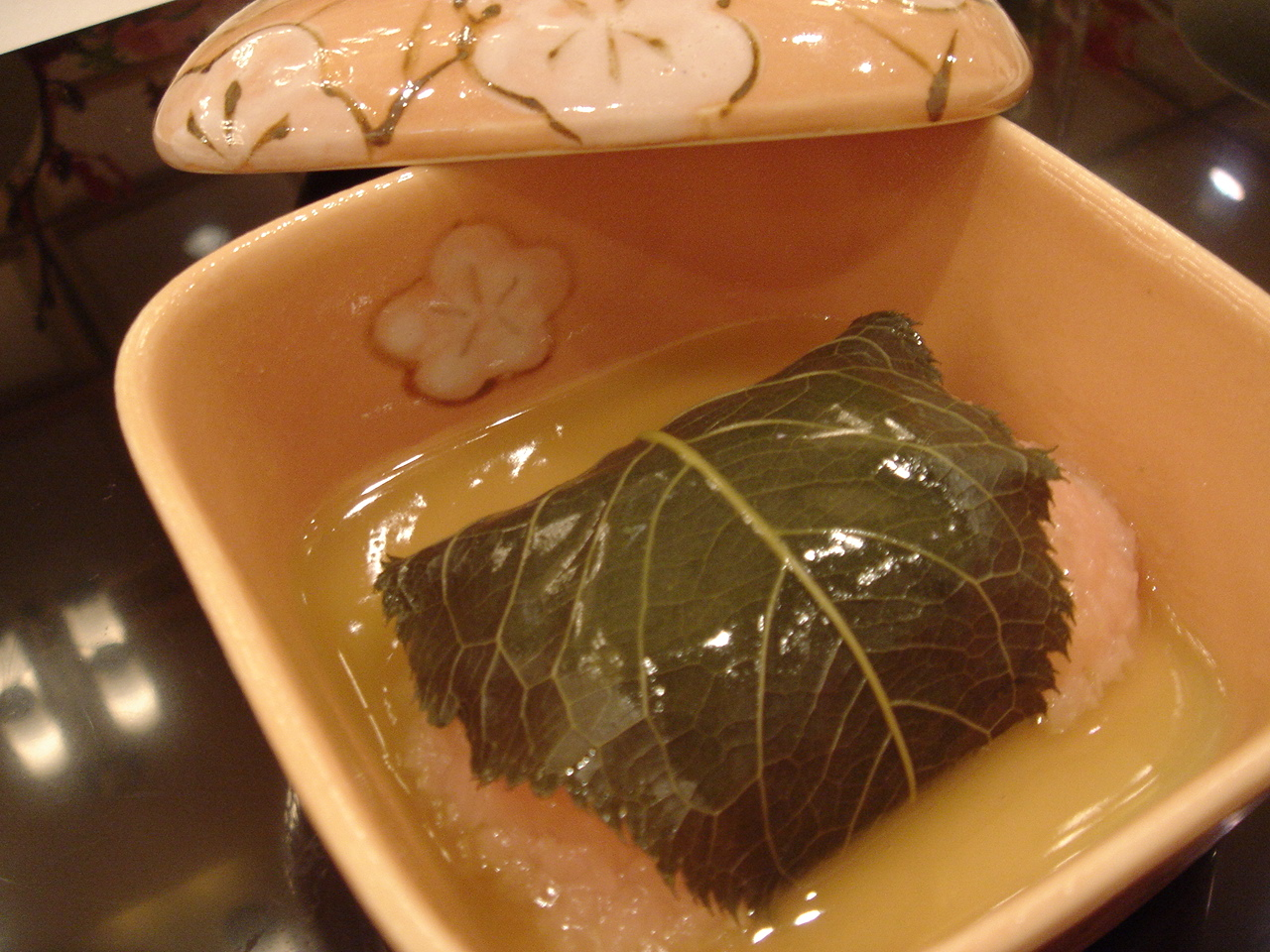
Mushimono con hoja de cerezo.

Mushimono es un término culinario japonés que alude a un plato al vapor, normalmente conteniendo pollo, pescado o verdura, y a veces tratado con sake. Los ingredientes se cuecen al vapor hasta que quedan tiernos y se sirven calientes. El chawanmushi es un ejemplo popular.
Los métodos de cocción al vapor incluyen:
- Cocer los ingredientes en pequeños cuencos o tazas. Tras la cocción, se sirven estos recipientes en platos.
- Cocer los ingredientes sueltos en una vaporera grande.